# Hoffmannia oaxacensis
Hoffmannia oaxacensis là một loài thực vật có hoa trong họ Thiến thảo. Loài này được Lorence & Dwyer ex Borhidi mô tả khoa học đầu tiên năm 2004.